# Somerford Keynes
Somerford Keynes – wieś w Anglii, w hrabstwie Gloucestershire, w dystrykcie Cotswold. Leży 30 km na południowy wschód od miasta Gloucester i 129 km na zachód od Londynu.